# Paranthura linearis
Paranthura linearis là một loài chân đều trong họ Paranthuridae. Loài này được Boone miêu tả khoa học năm 1923.